# 普斯托維季
49°38′16″N 28°5′59″E / 49.63778°N 28.09972°E
普斯托維季（烏克蘭語：Пустовійти）是烏克蘭的村落，位於該國西南部文尼察州，由赫梅利尼克區負責管轄，面積1.5平方公里，海拔高度266米，2001年人口575，人口密度每平方公里383.33人。